# Marvel Zombies (phim truyền hình)
Marvel Zombies là một miniseries phim truyền hình hoạt hình sắp ra mắt của Mỹ do Zeb Wells tạo ra trên dịch vụ phát trực tuyến Disney+, dựa vào truyện tranh cùng tên trên Marvel Comics. Đây là một loạt phim truyền hình trong Vũ trụ Điện ảnh Marvel (MCU) do Marvel Studios Animation sản xuất và khám phá dòng thời gian thay thế trong đa vũ trụ được giới thiệu trong What If...? tập "What If... Zombies?!" trong đó một nhóm người sống sót phải chiến đấu với những anh hùng và phản diện trước đây giờ là zombie. Wells đóng vai trò là biên kịch chính và Bryan Andrews đạo diễn.
Iman Vellani lồng tiếng cho Kamala Khan / Ms. Marvel, đảm nhận vai lồng tiếng này từ các phương tiện truyền thông MCU trước đây. Marvel Studios đang phát triển một số loạt phim hoạt hình ngoài What If...? đến tháng 6 năm 2021, bao gồm một loạt phim phụ tiếp nối các sự kiện của "What If... Zombies?!". Marvel Zombies được công bố vào tháng 11, cùng với sự tham gia của Wells và Andrews.
Marvel Zombies dự kiến ra mắt trên Disney+ vào năm 2024 và sẽ bao gồm 4 tập.

## Cốt truyện
Tiếp nối các sự kiện của What If...? tập " What If... Zombies?! ", một nhóm người sống sót phải chiến đấu với những anh hùng vt phản diện trước đây giờ là zombie.

## Vai diễn và nhân vật
- Iman Vellani trong vai Kamala Khan / Ms. Marvel: Một dị nhân thiếu niên đến từ Jersey City, người đeo một chiếc vòng ma thuật giúp cô mở khóa khả năng khai thác năng lượng vũ trụ và tạo ra các cấu trúc ánh sáng cứng. Vellani lưu ý rằng Khan là trung tâm của bộ truyện, và những người sáng tạo mô tả vai trò của cô là "Frodo của câu chuyện"..[2]

## Sản xuất

### Phát triển
Đến tháng 6 năm 2021, Marvel Studios Animation đang phát triển một danh sách ít nhất ba loạt phim nữa ngoài loạt phim Disney+ What If...?.  Tháng tiếp theo, chúng được cho là đang trong các giai đoạn phát triển khác nhau và dự kiến sẽ không ra mắt cho đến ít nhất là năm 2023. Một loạt phim hoạt hình Marvel Zombies đã được công bố trong sự kiện Ngày Disney+ ở Tháng 11 năm 2021, dựa trên bộ truyện tranh Marvel cùng tên. Bryan Andrews trở lại làm đạo diễn từ What If...? và Zeb Wells được bổ nhiệm làm biên kịch chính và điều hành sản xuất. Wells trước đây từng là biên kịch cho loạt phim She-Hulk: Attorney at Law (2022) của Vũ trụ Điện ảnh Marvel (MCU) và bộ phim The Marvels (2023). Bộ truyện này là sự tiếp nối của dòng thời gian thay thế bị nhiễm zombie đã được giới thiệu trong What If...? tập "What If... Zombie?! "; Marvel Studios bắt đầu phát triển phần ngoại truyện sau phản ứng tích cực của người hâm mộ đối với tập phim đó và cái kết đầy kịch tính của nó. Công ty đã tiết lộ vào tháng 7 năm 2022 rằng Marvel Zombies sẽ là loạt phim hoạt hình đầu tiên được xếp hạng TV-MA để có thể giới thiệu tất cả "máu me và những cảnh tượng mà bạn muốn từ một chương trình về zombie". Bộ phim bao gồm bốn tập. Brad Winderbaum của Marvel Studios cũng đóng vai trò là nhà sản xuất điều hành. Trong buổi hội thảo của Marvel Studios Animation tại San Diego Comic-Con 2022, Marvel Zombies và các dự án khác được thảo luận đã được giới thiệu là một phần của "Đa vũ trụ hoạt hình Marvel"

### Vai diễn và lồng tiếng
Vào tháng 7 năm 2022, loạt phim đã được xác nhận sẽ có các phiên bản thay thế của các nhân vật từ MCU, bao gồm Yelena Belova / Black Widow, Katy , Kate Bishop, Alexei Shostkov / Red Guardian, Jimmy Woo, Death Dealer, Shang-Chi và Kamala Khan / Ms. Marvel ( Iman Vellani ). Các thây ma trong loạt phim bao gồm Clint Barton / Hawkeye, Steve Rogers / Captain America, Emil Blonsky / Abomination, Ava Starr / Ghost, Wanda Maximoff / Scarlet Witch, Carol Danvers / Captain Marvel, Ikaris và Okoye. Vào tháng 11 năm 2023, Vellani xác nhận rằng cô đã hoàn thành công việc lồng tiếng cho bộ truyện.

## Quảng bá
Bộ truyện đã được thảo luận trong buổi thảo luận của Marvel Studios Animation tại San Diego Comic-Con 2022, khi tác phẩm nghệ thuật của các nhân vật được tiết lộ.

## Phát hành
Marvel Zombies dự kiến ra mắt trên Disney+ vào năm 2024 và sẽ bao gồm 4 tập.